# Mezinárodní kampaň za zákaz nášlapných min
Mezinárodní kampaň za zákaz nášlapných min (International Campaign to Ban Landmines, ICBL) je koalice nestátních neziskových organizací, která bojuje proti existenci pozemních min. Byla založena roku 1992 šesti organizacemi s podobným cílem, mezi nimi např. Human Rights Watch. Od té doby se stále rozrůstala a dnes v ní je více než 1400 skupin. V roce 1997 organizace spolu s její důležitou zaměstnankyní Jody Williams získala Nobelovu cenu za mír.
Zákaz a ničení protipěchotních min formuluje také široce uznávaná Ottawská úmluva.